# イナズマイレブン 超次元ドリームマッチ
『イナズマイレブン 超次元ドリームマッチ』（イナズマイレブン ちょうじげんドリームマッチ）は、2014年6月13日よりTOHOシネマズ他で公開の『イナズマイレブン』のアニメ劇場作品。

## 概要
当初、イナズマイレブン放送開始5周年記念として『イナズマイレブンGO ギャラクシー』のエンディング中に行われた企画『ベストイレブン国民投票!』が元になっており、視聴者からの電話投票でベストメンバーが決定され、最終回で映画化が公表された。
2週間限定上映で、上映構成は、ギャグ短編の『イナダン小劇場』、2014年にWeb公開された『ダンボール戦機 オールスターフォトバトル』、OPメドレーと共にイナズマイレブンシリーズの特別編集映像、特別アニメ『超次元ドリームマッチ』（23分）が上映。
2014年6月15日の舞台挨拶1回目は即時完売されたため、急遽舞台挨拶2回目も決定している。
同年10月22日にDVDが発売された。

## 登場人物

### イナズマ・ベストイレブン
円堂 守
声 - 竹内順子
キャプテン。ゴールキーパー。雷門中学所属。1番。
使用必殺技 - ゴッドハンド、メガトンヘッド、マジン・ザ・ハンド。
風丸 一郎太
声 - 西墻由香
ディフェンダー。雷門中学所属。2番。
霧野 蘭丸
声 - 小林ゆう
ディフェンダー。雷門中学所属。3番
菜花 黄名子
声 - 悠木碧
ディフェンダー。雷門中学所属。78番。
使用必殺技 - もちもち黄粉餅。
松風 天馬
声 - 寺崎裕香
ミッドフィルダー。雷門中学所属。8番。
使用必殺技 - そよかぜステップ、嵐・竜巻・ハリケーン。
神童 拓人
声 - 斎賀みつき
ミッドフィルダー。雷門中学所属。9番。
使用必殺技 - 神のタクトFI（ファイヤイリュージョン）。
鬼道 有人
声 - 吉野裕行
ミッドフィルダー。雷門中学所属。14番。
アフロディ / 亜風炉 照美
声 - 三瓶由布子
ミッドフィルダー。世宇子中学所属。7番。
使用必殺技 - ザ・バース（シュウと連携）。
豪炎寺 修也
声 - 野島裕史
フォワード。雷門中学所属。10番。
使用必殺技 - 爆熱スクリュー、ファイアトルネードDD（ダブルドライブ）（剣城と連携）。
シュウ
声 - 沢城みゆき
フォワード。エンシャントダーク所属。12番。後半戦でカノンと交代。
使用必殺技 - ザ・バース（アフロディと連携）。
剣城 京介
声 - 大原崇
フォワード。雷門中学所属。11番。
使用必殺技 - バイシクルソード、ファイアトルネードDD（豪炎寺と連携）。
円堂 カノン
声 - 竹内順子
スーパーサブ。後半戦でフォワード（シュウ）に交代。未来所属。20番。
木野 秋
声 - 折笠富美子
マネージャー。
空野 葵
声 - 北原沙弥香
マネージャー。
響木 正剛
声 - 有本欽隆
監督。雷門中学所属。

### イナズマ・バトルイレブン
グラン / 基山 ヒロト
声 - 水島大宙
キャプテン。ミッドフィルダー。エイリア学園所属。18番。
使用必殺技 - 流星ブレード。
デザーム / 砂木沼 治
声 - 疋田高志
ゴールキーパー。エイリア学園所属。1番。後半戦でロココと交代。
使用必殺技 - ドリルスマッシャー。
ビットウェイ・オズロック
声 - 津田健次郎
ディフェンダー。イクサルフリート所属。3番。
ザナーク・アバロニク
声 - 小西克幸
ディフェンダー。ザナーク・ドメイン所属。99番。
ベータ
声 - 伊瀬茉莉也
ディフェンダー。プロトコル・オメガ2.0所属。2番。
SARU / サリュー・エヴァン
声 - 岡本信彦
ミッドフィルダー。ザ・ラグーン所属。20番。
使用必殺技 - シェルビットバースト。
不動 明王
声 - 梶裕貴
ミッドフィルダー。真・帝国学園所属。8番。
使用必殺技 - 皇帝ペンギン2号（白竜&バダップと連携）。
フェイ・ルーン
声 - 木村亜希子
ミッドフィルダー。時空最強イレブン所属。7番。
白竜
声 - 福山潤
フォワード。アンリミテッドシャイニング所属。9番。
使用必殺技 - ホワイトハリケーン、皇帝ペンギン2号（不動&バダップと連携）。
バダップ・スリード
声 - 神谷浩史
フォワード。王牙学園所属。10番。
使用必殺技 - 皇帝ペンギン2号（不動&白竜と連携）。
瞬木 隼人
声 - 石川界人
フォワード。アースイレブン所属。11番。
使用必殺技 - パルクールアタック。
ロココ・ウルパ
声 - 甲斐田ゆき
スーパーサブ。後半戦でゴールキーパー（デザーム）に交代。リトルギガント所属。19番。
使用必殺技 - ゴッドハンドX。
影山 零治
声 - 佐々木誠二
監督。帝国学園、世宇子中学所属の総帥。

### 親子実況
角馬 王将
声 - 稲田徹
角馬 歩
声 - 古島清孝

## スタッフ
- 監督・絵コンテ - 秋山勝仁
- 企画・総監修・ストーリー - 日野晃博
- 原作 - レベルファイブ
- キャラクターデザイン原案 - 長野拓造
- 必殺技原案 - 寺岡尚史
- 脚本 - 冨岡淳広
- キャラクターデザイン - 池田裕治、井ノ上ユウ子、本田隆、竹内杏子
- メインアニメーター - さわだまさひと
- 絵コンテ - かまくらゆみ
- 作画監督 - 横山隆
- 総作画監督 - 池田裕治、井ノ上ユウ子、中野繭子
- 美術監督 - 西倉力
- 色彩設計 - 大槻浩司、後藤めぐみ
- 撮影監督 - 鈴木大倫
- CGIプロデューサー - 小林雅士
- CGIディレクター - 三上康博
- 編集 - 渡辺直樹
- 音楽 - 光田康典、亀岡夏海、寺田志保
- 音響監督 - 中嶋聡彦、三間雅文
- アニメーション制作 - オー・エル・エム
- 製作 - FCイナズマイレブンGO（レベルファイブ、電通、テレビ東京、タカラトミー、オー・エル・エム、小学館、電通テック、NBCユニバーサル・エンターテイメントジャパン、キッズステーション、BIG FACE）
- 配給 - TOHO animation

## 主題歌
オープニングテーマ「立ち上がリーヨ」
作詞・作曲 - 山崎徹 / 編曲 - T-Pistonz&高橋諭一 / プラスアレンジ - 竹上良成、FRAME / 歌 - T-Pistonz（ティーピストンズ）
エンディングテーマ「青春おでん」
作詞 - 礼空トオル / 作曲 - 青木隆 / 編曲 - 菊谷知樹 / 歌 - 空野葵（北原沙弥香）、瀬戸水鳥（美名）、山菜茜（ゆりん）、菜花黄名子（悠木碧）

## ベストイレブン国民投票
ゴールキーパー部門
- 1位 円堂守
- 2位 井吹宗正
- 3位 立向居勇気
- 4位 西園信助
- 5位 三国太一

ディフェンダー部門
- 1位 菜花黄名子
- 2位 風丸一郎太
- 3位 霧野蘭丸
- 4位 綱海条介
- 5位 狩屋マサキ
- 6位 壁山塀吾郎
- 7位 森村好葉
- 8位 皆帆和人
- 9位 真名部陣一郎
- 10位 鉄角真

ミッドフィールダー部門
- 1位 松風天馬
- 2位 鬼道有人
- 3位 亜風炉照美
- 4位 神童拓人
- 5位 佐久間次郎
- 6位 不動明王
- 7位 緑川リュウジ
- 8位 野咲さくら
- 9位 錦龍馬
- 10位 九坂隆二

フォワード部門
- 1位 豪炎寺修也
- 2位 シュウ
- 3位 剣城京介
- 4位 吹雪士郎
- 5位 白竜
- 6位 フェイ・ルーン
- 7位 基山ヒロト
- 8位 瞬木隼人
- 9位 雨宮太陽
- 10位 宇都宮虎丸

スーパーサブ部門
- 1位 円堂カノン
- 2位 ガゼル
- 3位 バーン
- 4位 フィディオ・アルデナ
- 5位 ロココ・ウルパ
- 6位 一之瀬一哉